# Calea lutea
Calea lutea là một loài thực vật có hoa trong họ Cúc. Loài này được Pruski & Urbatsch mô tả khoa học đầu tiên năm 1988.